# Сеїдов Магеррам Міразіз-огли
Сеїдов Магеррам Міразіз-огли  (азерб. Məhərrəm Mirəziz oğlu Seyidov 7.09.1952 — 19.01.1990) — Національний Герой Азербайджану; учасник Карабахської війни.

## Життя
Народився 7 вересня 1952 року у селі Алішар Шарурського району. У 1969 році там же закінчив середню школу імені Н. Наріманова. Магеррам закінчив Бакинську Школу Міліції. Капітан міліції Магеррам Сеїдов працював головним інспектором у Шарурському районі. 

### Сім’я
Був одруженим. У нього залишилось 4 дітей.

## Участь у боях
Садаракський район, як інші райони Азербайджану, піддавався обстрілу з боку вірменських бандитських формувань. 18 січня 1990 року вірмени напали на мирних мешканців в Керкі, вони жорстко вбивали невинних людей та підпалювали їх будинки. Як тільки до Відділу Внутрішніх Справ Шарурського району поступила інформація про загрозу, на місце інциденту була спрямована група робітників поліції. У кровавих боях з обох сторін було багато загиблих та поранених. 19 січня капітана поліції Азера оточили. Магеррам поспішив на допомогу, він пробрався до капітану поліції та сам потрапив в оточення. Магеррам врятував своїх бойових товаришів, але сам героїчно загинув.

## Національний Герой
Указом Президента Азербайджанської Республіки № 831 від 6 червня 1992 року капітану Сеїдову Магерраму Міразіз-огли було посмертно присвоєно звання Національного Герою Азербайджану.
Похований на Алеї Шехідів у Шарурському районі. Іменем герою названа вулиця у місті Шарур, встановлений бронзовий бюст. Середня школа № 2 міста Шарур носить ім’я Магеррама Сеїдова.